# Bruno Trojani
Bruno Trojani (ur. 29 sierpnia 1907, zm. 14 stycznia 1966 w Gstaad) – szwajcarski skoczek narciarski, reprezentant Ski-Club Gstaad, uczestnik Zimowych Igrzysk Olimpijskich 1928.
Uczestniczył w konkursie skoków na Zimowych Igrzyskach Olimpijskich 1928. W pierwszej serii oddał skok na odległość 48,5 metra, co dało mu 24. miejsce. W drugiej serii oddał jeden z najlepszych skoków konkursu – na odległość 63 metrów, lecz go nie ustał. W końcowej klasyfikacji Trojani zajął 32. miejsce.